# クラスター分解性
クラスター分解性（クラスターぶんかいせい、英: cluster decomposition property）あるいはクラスター分解原理（クラスターぶんかいげんり、英: cluster decomposition principle）とは、空間的に十分離れた二つの実験の結果は互いに相関しない、という物理学の原理のこと。この原理が成立しないならば、宇宙全体のことを知らなければ実験結果の予言をすることができない。
S行列の観点では、空間的に離れた {\displaystyle N} か所でそれぞれ過程 {\displaystyle \alpha _{1}\to \beta _{1},\,\dots ,\,\alpha _{N}\to \beta _{N}} を考えるとき、クラスター分解原理は全過程のS行列が
{\displaystyle S_{\beta _{1}+\cdots +\beta _{N},\alpha _{1}+\cdots +\alpha _{N}}\to S_{\beta _{1},\alpha _{1}}\cdots S_{\beta _{N},\alpha _{N}}}
という形で各過程のS行列 {\displaystyle S_{\beta _{i},\alpha _{i}}} により与えられることを意味する。
例えば、場の量子論において生成消滅演算子を通じてクラスター分解原理を満たすハミルトニアンを構成することができる。特にクラスター分解原理とローレンツ不変性という要求のもとでは、理論は必然的に量子場を通じて構成される必要がある。